# Путята (тисяцький)
Путята — тисяцький київського великого князя Володимира Святославича. Його ім'я з посиланням на Йоакимівський літопис згадує В. М. Татищев.

Згідно з Йоакимівським літописом, достовірність якого ставиться більшістю істориків під сумнів, Путята брав участь у хрещенні новгородців.

«Путята хрестив мечем, а Добриня вогнем».